# Międzynarodowe Muzeum Wiatraków i Młynów Wodnych w Gifhornie

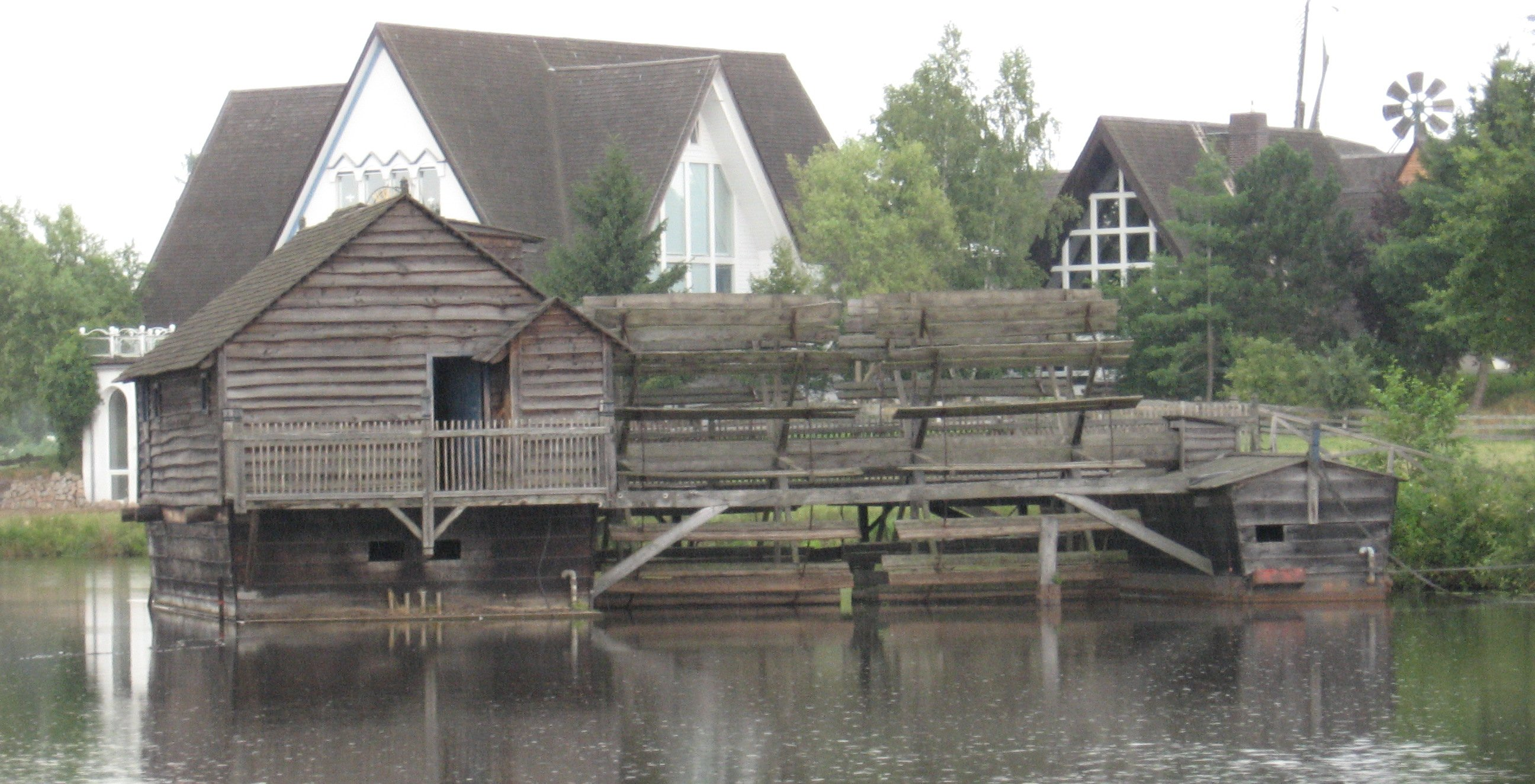
Naddunajski młyn wodny w Gifhornie

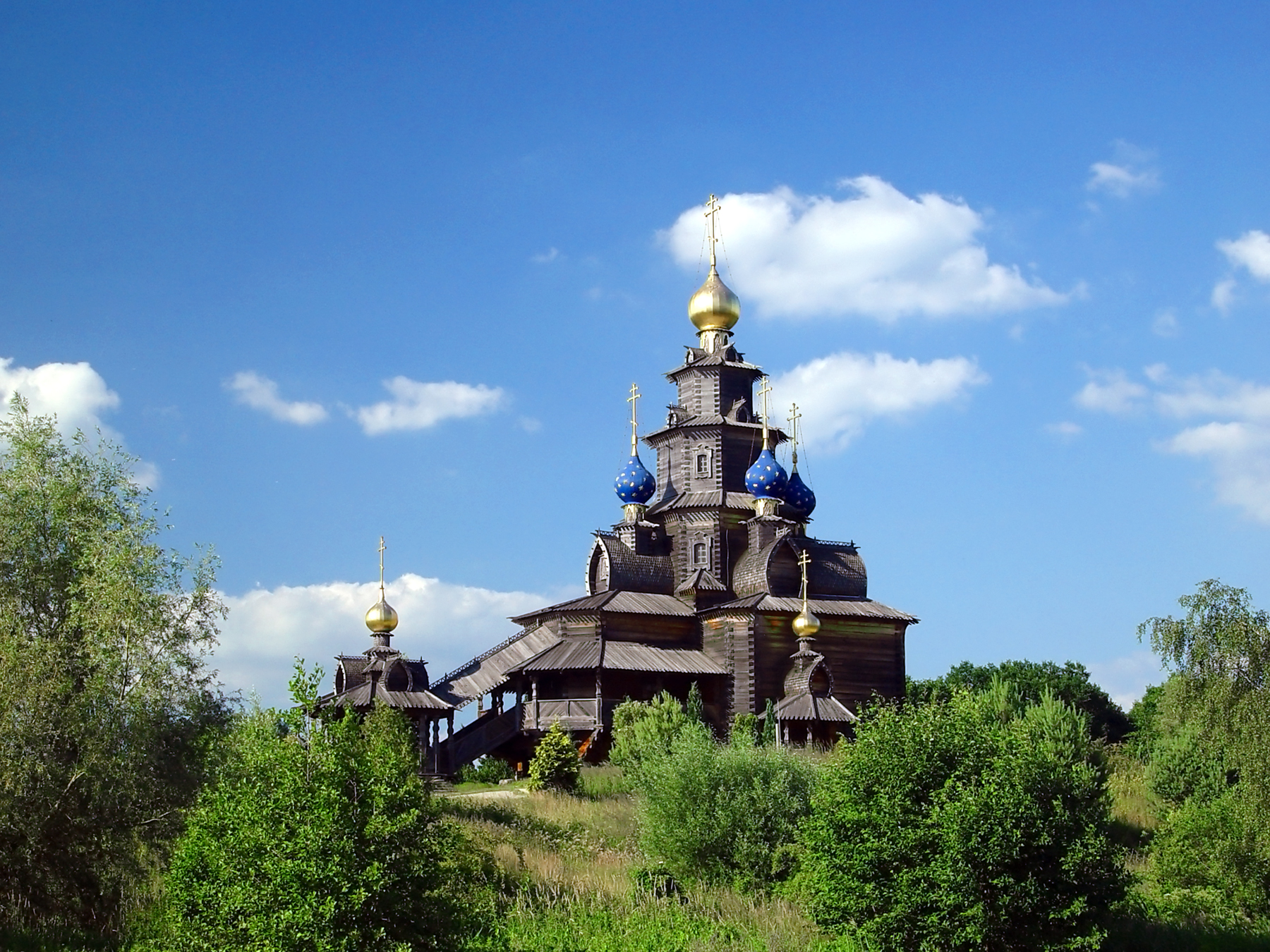
Rosyjska cerkiew prawosławna w Gifhornie

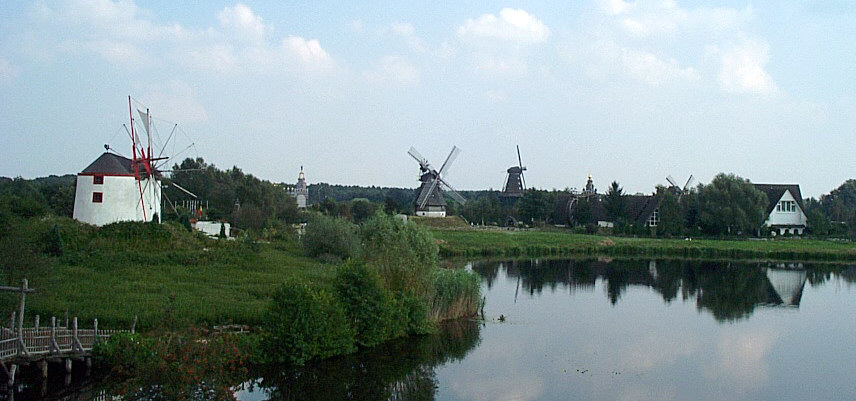
Panorama skansenu w Gifornie

Międzynarodowe Muzeum Wiatraków i Młynów Wodnych w Gifhornie – skansen wiatraków i młynów wodnych założony w 1980 roku w Gifhornie w niemieckim kraju związkowym Dolna Saksonia. Na obszarze 16 ha nad kanałami i stawami zgromadzono tu 16 oryginalnych młynów lub dokładnych replik młynów z 12 krajów świata (m.in. z Niemiec, Holandii, Portugalii, Hiszpanii – Baleary, Francji – Prowansja, Grecja – wyspa Mykonos, Węgier, Rosji, Ukrainy, Tajwanu, Korei i Serbii). Jest to jedyny tego rodzaju i na taką szeroką skalę skansen na świecie poświęcony wiatrakom. Na obszarze skansenu znajduje się również wystawa modeli wiatraków z całego świata.